# Antoine Galland
Antoine Galland (Rollot, 4 d'abril de 1646 – 17 de febrer de 1715) va ser un orientalista i arqueòleg francès i el primer traductor europeu de Les mil i una nits.
Galland va néixer a Rollot, al departament del Somme. Després de completar els seus estudis a Nayon, va passar un breu temps dedicat a aprendre un ofici, però es va escapar per poder estudiar llengües a París. El 1670, després d'haver estat contractat per compilar un catàleg dels manuscrits orientals de la Sorbona, va ser enviat a l'ambaixada francesa a Constantinoble. El 1673 va viatjar al Pròxim Orient, on va copiar innombrables inscripcions i va esbossar, i fins a vegades es va endur, diversos monuments històrics.
Després d'una breu visita a França, on la seva col·lecció de monedes antigues li va conferir una certa notorietat, Galland va fer un tercer viatge el 1679, comissionat per la Companyia francesa de les Índies Orientals (Compagnie des Indes Orientals) per recollir mostres pel gabinet de Colbert. Quan va acabar, el govern francès li va ordenar continuar amb les seves investigacions, i li va concedir el títol d'antiquari reial. En les seves llargues estades a l'estranger va adquirir un vast coneixement de les llengües i literatures àrabs, turques i perses, la qual cosa li va permetre, en tornar a França, ajudar a Jean de Thévenot, que estava a càrrec de la biblioteca reial, i a Barthélemy d'Herbelot de Molainville.
Després que tots dos morissin, Galland va viure un temps a Caen sota el mateix sostre que Nicolas Foucault, intendent de la ciutat i excel·lent arqueòleg. Va ser aquí on
va començar a publicar Les mil i una nits el 1704, aconseguint despertar un enorme interès per l'obra. A hores d'ara, la seva versió segueix sent la traducció al francès per antonomàsia. Galland va descartar la traducció literal per una que s'adeqüés més als gustos europeus, llimant les asprors de l'idioma original sense perdre de vista l'esperit de la narrativa àrab.
El 1701 Galland va ser admès a l'Acadèmia de les Inscripcions i Llengües antigues (Académie des Inscriptions et Belles-Lettres), i el 1709 se li va atorgar la càtedra d'àrab al Collège de France, lloc que va continuar exercint fins a la seva mort el 1715.
A més de diversos treballs arqueològics, especialment en l'àrea de la numismàtica, va publicar el 1694 una compilació de textos en àrab, persa i turc, titulat Paroles remarquables, bons mots et maximes des orientaux (després traduït a l'anglès i publicat el 1795), i l'any 1699 va publicar una traducció d'un manuscrit àrab, De l'origine et du progrès du café. Els seus Contes et fables indiennes de Bidpai et de Lokrnan van ser publicats pòstumament el 1724. Entre els seus nombrosos manuscrits sense publicar hi ha una traducció de l'Alcorà i una Histoire générale des empereurs Turcs. Els seus diaris van ser publicats per Charles Schefer el 1881.